# Jan Olsson
Jan Viktor Olsson (Kungshamn, Suecia; 18 de marzo de 1944 – 17 de mayo de 2023) fue un futbolista y entrenador de fútbol sueco que jugó en la posición de centrocampista.

## Carrera

### Club
| Periodo   | Club          | Apariciones | Goles |
| --------- | ------------- | ----------- | ----- |
| 1965–1969 | GAIS          | 92          | 23    |
| 1969–1971 | VfB Stuttgart | 64          | 20    |
| 1971–1974 | GAIS          | 52          | 2     |
| 1975–1977 | Örgryte IS    | 52          | 5     |

### Selección nacional
Jugó para Suecia en 22 ocasiones de 1967 a 1973 y anotó un gol; participó en la Copa Mundial de Fútbol de 1970 donde jugó ante Italia e Israel.

### Entrenador
Fue el entrenador del Eintracht Braunschweig de julio de 1994 a septiembre de 1995.

## Logros
- Stor Grabb: 1969[5]
- Guldbollen: 1970[6]